# Barylypa laevicoxis
Barylypa laevicoxis là một loài tò vò trong họ Ichneumonidae.